# Физичко насиље
Физичко насиље подразумева примену физичке силе на другу особу, односно жртву, која се најчешће огледа у ударању, шамарању, гребању, шутирању, чупању за косу, гурању, саплитању, притискању, дављењу, наношењем посекотина, задржавањем кретања. Физичко насиље подразумева постојање намере и жеље код лица које је нападач да друго лице повреди. Физичко насиље има за циљ да се успостави контрола над другим лицем, да се оно казни или да му се нанесе физичка повреда или бол. Физичко насиље се понавља и учесталост напада и озбиљност повреде је при сваком следећем нападу већа. 
Физичко насиље је незаконит чин наношења физичке повреде или нежељеног физичког контакта другој особи, или, у неким законским дефиницијама, претња или покушај да се то учини. То је кривично дело и деликт, и стога може довести до кривичног гоњења, грађанске одговорности или обоје. Поред тога, напад је кривично дело у којем неко лице намерно изазива страх од физичке повреде или увредљивог контакта са другом особом. Напад може бити извршен са или без оружја и може се кретати од физичког насиља до претњи насиљем. Напад се често помиње као покушај да се изврши напад, што је намерна употреба физичке силе против друге особе. Намерно изазивање страха, стрепње или терора је још једна дефиниција напада која се може наћи у неколико правних система. У зависности од тежине прекршаја, напад може довести до новчане казне, затвора или чак смрти. Генерално, дефиниција обичајног права је иста са оном у кривичном и деликтном. праву
Традиционално, правни системи обичајног права имају одвојене дефиниције за претњу и напад. Када се посматра ова разлика, потоње се односи на стварни телесни контакт, док се пређашње односи на веродостојну претњу или покушај изазивања насиља. Неке јурисдикције су комбиновале ова два дела у један злочин под називом „претња и напад“, који је затим постао широко познат као „напад“. Резултат је да је у многим од ових јурисдикција напад попримио дефиницију која је више у складу са традиционалном дефиницијом насиља. Правни системи грађанског права и шкотског права никада нису разликовали претњу од злостављања. Правни системи генерално признају да напади могу бити веома различити по тежини.

## Облици физичког насиља
Физичко насиље се може вршити на различите начине, али најчешће је то:
- ударање
- шамарање
- гурање
- шутирање
- дављење
- притискање
- чупање за косу
- штипање
- гребање
- уједање
- саплитање
- ломљење делова тела
- наношење посекотина
- наношење опекотина
- онемогућавање кретања неког лица
- задржавање неког лица
- туча

## Насилници
Насиље могу вршити одрасли, али и деца. 
Не постоји одређен профил људи који се могу окарактерисати као насилницима. Ипак, и поред различитих личних својстава и социјалних позиција, добри познаваоци издвајају карактеристична понашања учинилаца насиља у интимном партнерском односу и породичном контексту као што су ниско самопоштовање, агресивност, несигурност, али веома често и зависност од алкохола или дрога. Насилник не прихвата одговорност за своје понашање, и кривицу сваљује на неки спољни фактор или на особу која је претрпела насиље. Насилник верује да је учињено насиље оправдано и готово увек понавља насиље. Они имају изражен став да имају право, снажан осећај да им припадају посебна права и привилегије. Сматрају да је само на њима да одлучују и да њихове одлуке не могу бити одбијене. Верују у традиционалну поделу на "женске" и "мушке" послове у кући и у вези са децом. Они утврђују стандарде за то "шта је добро, а шта није".
Насилници не поштују ни своје партнерке, ни своју децу. Сматрају их мање вредним, односе се према њима супериорно и намећу им своју вољу. 
Суштина проблема насилника је прекомерни доживљај да имају право да контролишу своје партнерке и децу. Бес и агресија су последица немогућности успостављања (задовољавајуће) контроле. 
Насилници су манипулатори. Изједначавају кажњавање деце с дисциплиновањем и оправдавају физичко кажњавање васпитавањем.

## Жртве физичког насиља
Жртва физичког насиља може бити било које лице, дете, жена или ређе мушкарац. Најчешће је жртва дете, које бива малтретирано у школи од стране својих вршњака, или у породичном окружењу од стране својих родитеља. Такође, веома често је и жена жртва физичког насиља.

### Жене као жртве насиља
Све жене и девојке могу бити потенцијалне жртве насиља. Њих углавном одликује традиционално схватање поделе полних улога у породици или вези, да имају ниско самопоуздање и самопоштовање.
Насиље у браку или вези увек претпоставља злоупотребу моћи у односу који се базира на неједнакости. 
Врсте насиља над женама које се најчешће дешавају:
1. тешко физичко насиље (пребијање, ударање песницом или предметима, шутирање, повреде лица, намерне опекотине, претње или употреба оружја)
2. лако физичко насиље (шамарање, гурање, гађање, штипање)
3. сексуално насиље (физичка присила на сексуални однос, страх од одбијања односа, присила на понижавајући и увредљиви сексуални однос)

Разлози због којих неретко жене трпе насиље су: страх, деца, осећање стида и кривице, недостатак самопоуздања, изолованост и исцрпљеност, економска зависност, недовољна информисаност о процедурама и правима и други разлози.

### Деца као жртве насиља
Деца су такође веома често жртве физичког насиља. Деца жртве или сведоци насиља у породици, одрастајући у таквом окружењу преузимају модел насилног понашања и често због тога мушка деца касније постају насилници у сопственим породицама или везама. 
Злостављање детета унутар породице (у свим појавним облицима: физичко, сексуално и емоционално), као и занемаривање, представља најтежи облик породичног насиља и насиља уопште, с обзиром на психофизичке особине жртава, емоционалну повезаност, однос поверења и зависности и родитељску обавезу подизања и васпитања деце. Дете само не може да се заштити у породици, јер је у њој изузетно рањиво, с обзиром да се налази у зависној позицији и да родитељи имају моћ над децом. Детету је потребна родитељска љубав, чије је задовољавање основна људска потреба.
Појава злостављања деце унутар породице је најизразитији пример кршења и угрожавања дечијих права. Она постоји када родитељ, користећи физичку снагу или надмоћнији положај, злонамерно поступа према детету, чиме угрожава његов живот, здравље, физички и емоционални развој. Зато можемо рећи да је ово облик „неродитељског“ односа према детету.
Злостављањем се повређује психофизички развој детета, наношењем телесних повреда или емоционалних и бихевиоралних последица (депресија, анксиозност). Овако нанета штета дететовом здрављу је вероватно доживотна.
Код злостављане деце могуће је уочити неке заједничке карактеристике. Понашање такве деце је често екстремно. Дете које је злостављано може претерано да плаче и вришти, али може да буде и врло тихо, да показује велики страх или да уопште не показује страх од ауторитета одраслих. Оно може да буде изузетно агресивно или потпуно повучено у себе. Злостављана деца су често тужна и потиштена. Често испољавају отворене облике самоуништавајућег понашања као што су покушаји самоубиства, претње и различити облици самоповређивања, али често испољавају и агресивно и деструктивно понашање код куће и у школи.
Физичко злостављање детета у породици подразумева физичка чињења родитеља или старатеља, којима се намерно, применом физичке силе, уз или без употребе других средстава, изазивају или могу изазвати физичке повреде или смрт детета.

## Последице физичког насиља
Последице физичког насиља могу бити у виду лаке телесне повреде, тешке телесне повреде, али се може десити и да се последице не испоље. Последице се не могу лако прикрити, јер су обично у виду посекотина, модрица, прелома. 
Знаци који треба да покажу да се ради о жртви која трпи физичко насиље јесу пре свега физичке повреде, али постоје и одређени индикатори у понашању као што су учестало повређивање које жртва оправдава несрећним случајем, несрећом у кући, честе посете лекару, депресија, одлагање посете лекару, размишљање о самоубиству. 
Код деце последице злостављања су: слабо самопоштовање и поверење у себе и друге, смањена способност за успостављање контаката и проблеми са учењем, низак праг толеранције, наглашена агресивност, претерано коришћење примитивних одбрамбених механизама (као што су одбијање, пројекција, интроспекција), неуротске сметње, самоубилачко понашање, итд.
Експерти упозоравају да многи људи који су били злостављани у детињству настављају негативну традицију и злостављају децу.
Физичке повреде не смеју се посматрати посебно, већ да физичко насиље, најчешће имплицира и психолошко и сексуално злостављање. 